# José Cabrero Arnal
Pour les articles homonymes, voir Cabrero et Arnal.
Cabrero  Arnal est un nom espagnol. Le premier nom de famille, en général paternel, est Cabrero ; le second, en général maternel, souvent omis, est Arnal.
José Cabrero Arnal est un dessinateur de bande dessinée espagnol, né le 6 septembre 1909 à Castilsabás (es) (Loporzano, province de Huesca) en Espagne et mort le 6 septembre 1982 à Antibes en France. Il est le créateur des personnages Pif le chien, Hercule et Placid et Muzo.

## Biographie
José Cabrero Arnal naît à Castilsabás, village de la commune de Loporzano dans la province de Huesca, le 6 septembre 1909, mais sa famille s'installe à Barcelone dans les années 1920. Il y devient d'abord apprenti menuisier-ébéniste puis mécanicien sur des machines à calculer.
Il déclare : « Sur mes cahiers de devoirs il y avait plus de dessins que de problèmes. Cette forme d'art n'était guère appréciée, ni par mes instituteurs ni par mon père, et ils me le faisaient sentir d'une façon fort désagréable pour mes... mon... enfin pour la partie de mon corps plus destinée à s'assoir qu'à recevoir des contacts violents avec des objets contondants tels que martinets, règles, savates. »
Il commence sa carrière de dessinateur dans les revues KKO, Pocholo et le magazine de bandes dessinées TBO. Il est l'auteur de séries nommées Guerra en el país de los insectos (1933-34) puis Paco Zumba (1935) et Castarilla détective (1936). Il crée, en 1935, pour TBO, Top el perro (Top le chien), précurseur de Pif (et dont il sera ensuite identifié comme son père).
Sympathisant républicain - sans pour autant être engagé dans aucun parti politique - il prend les armes dès le début du soulèvement franquiste et ne les lâchera plus jusqu’à la Retirada. Il doit se réfugier en France en 1939 et est interné comme tant de ses compatriotes dans les terribles camps installés sur les plages du littoral méditerranéen (camp de concentration d'Argelès-sur-Mer, Le Barcarès, Saint-Cyprien puis Agde). Républicain et donc antifasciste, il souhaite continuer le combat et s'opposer aux nazis. Ceux-ci menacent aux frontières de la France aussi ; Arnal s'engage dans les Compagnies de Travailleurs Étrangers (109e CTE) et part pour la ligne Maginot. Après l'offensive allemande et la défaite française, lui et ses compatriotes sont capturés et déportés à Mauthausen. Il fait partie du train des « Rote Spanier » (Espagnols rouges) qui arrive le 27 janvier 1941. Arnal est l'un des principaux personnages du roman autobiographique de son ami Joaquim Amat-Piniella, K.L. Reich, récit de ses années de captivité à Mauthausen. La faim, le froid, l’épuisement et les tortures viennent à bout de la majorité de ses compagnons d'infortune : sur environ 200 000 déportés au camp de Mauthausen, plus de 122 000 y laisseront la vie.
Après la Libération, en mai 1945, il pèse à peine 45 kilos et est envoyé en convalescence à Caussade, près de Toulouse, où il est accueilli par une famille d’instituteurs. Au cours de cette période, il fait la connaissance de celle qui deviendra son épouse, Denise. De retour à Paris fin 1945, il rencontre René Moreu, rédacteur en chef de Vaillant et commence alors à dessiner dans le journal L'Humanité. En 1946, il obtient un grand succès avec sa série Placid et Muzo qui s'installe durablement en couverture de Vaillant. Le 26 mars 1948 paraît pour la première fois la série dessinée quotidienne de Pif le chien. Deux ans plus tard, celui-ci est rejoint par son compère et faire-valoir, le chat Hercule au célèbre pansement sur la joue. Il publie également dans les années 1950 et début 1960 diverses histoires dans les magazines italiens Noi Ragazzi, Pioniere et Pioniere dell'Unità.
En 1969, Vaillant bénéficie d'une nouvelle version sous le nom de Pif Gadget dans lequel les séries fétiches d'Arnal continuent d'être publiées. Outre Pif et Hercule et Placid et Muzo, Arnal a créé ou repris beaucoup d'autres personnages tels que Clopinet, Oscar / Becdor le Canard, Gavroche et G. Latine, Gagman, Pince sans rire, Roudoudou et Riquiqui, Fifine et Fanfan, Zyppy le moucheron, Bouldegomme et Nez-au-Vent, Zéphirin et le Lutin, Nouche et Nigo, etc.
Après deux demandes de naturalisation française refusées, il reste apatride et ne retournera jamais en Espagne.
José Cabrero Arnal meurt le 6 septembre 1982 à Antibes.

### Filmographie
- D'après Arnal, itinéraire d'un crayon rouge (2019) de Christophe Vindis, documentaire sur la vie de José Cabrero Arnal